# Matt Cavanaugh
Matthew Andrew Cavanaugh, mais conhecido como Matt Cavanaugh (27 de outubro de 1956), é um ex-jogador profissional e treinador de futebol americano estadunidense.

## Carreira
Matt Cavanaugh foi campeão da temporada de 1984 da National Football League jogando pelo San Francisco 49ers.